# Une femme a tué
Pour plus de détails, voir Fiche technique et Distribution.
Une femme a tué (titre original : Una donna ha ucciso) est un film italien réalisé par Vittorio Cottafavi sorti en 1952.

## Synopsis
Peu de temps après la Seconde Guerre mondiale, une jeune napolitaine, Anna, rencontre un beau militaire américain, le capitaine Roy Prescott, qui est un représentant de l’administration militaire des Alliés. Il lui fait des avances mais elle les rejette même si elle tombe amoureuse de lui. Pour lui, elle n'est qu'une simple amourette alors que pour elle il est son prince charmant. Une liaison commence entre eux. Après son transfert à Rome, Roy tente de mettre un terme à leur aventure mais Anna ne s'y résigne pas et le rejoint. Anna s'avère être fragile psychologiquement et rêve de commettre un crime passionnel en l'assassinant.

## Fiche technique
- Titre original : Una donna ha ucciso
- Titre français : Une femme a tué
- Réalisation : Vittorio Cottafavi, assisté de Giorgio Capitani
- Scénario : Siro Angeli, Giorgio Capitani
- Photographie : Bitto Albertini
- Pays de production :  Italie
- Format :
- Genre : melodrame, Film policier
- Durée : 93 minutes
- Date de sortie : 4 janvier 1952

## Distribution
- Lianella Carell : Anna
- Frank Latimore : Capt. Roy Prescott
- Lianella Carell
- Umberto Spadaro
- Alex Serberoli
- Pia De Doses
- Vera Palumbo : Carla
- Marika Rowsky